# Burma az 1952. évi nyári olimpiai játékokon
Burma a finnországi Helsinkiben megrendezett 1952. évi nyári olimpiai játékok egyik részt vevő nemzete volt. Az országot az olimpián 2 sportágban 5 sportoló képviselte, akik érmet nem szereztek.

## Ökölvívás
| Versenyző      | Versenyszám  | Selejtező                | Nyolcaddöntő                | Negyeddöntő       | Elődöntő          | Döntő             | Helyezés |
| Versenyző      | Versenyszám  | Ellenfél Eredmény        | Ellenfél Eredmény           | Ellenfél Eredmény | Ellenfél Eredmény | Ellenfél Eredmény | Helyezés |
| -------------- | ------------ | ------------------------ | --------------------------- | ----------------- | ----------------- | ----------------- | -------- |
| Basil Thompson | Légsúly      |                          | Al Asuncion (PHI) · TKO     | kiesett           | kiesett           | kiesett           | 9.       |
| Nyein Nil Ba   | Pehelysúly   | Lech Drogosz (POL) · 0-3 | kiesett                     | kiesett           | kiesett           | kiesett           | 17.      |
| Stanley Majid  | Kisváltósúly |                          | Erkki Mallenius (FIN) · TKO | kiesett           | kiesett           | kiesett           | 9.       |

## Súlyemelés
| Versenyző     | Versenyszám | Nyomás   | Nyomás   | Szakítás | Szakítás | Lökés    | Lökés    | Összesen | Helyezés |
| Versenyző     | Versenyszám | Eredmény | Helyezés | Eredmény | Helyezés | Eredmény | Helyezés | Összesen | Helyezés |
| ------------- | ----------- | -------- | -------- | -------- | -------- | -------- | -------- | -------- | -------- |
| Nil Tun Maung | 60 kg       | 90,0     | 7.****   | 87,5     | 17.*     | 117,5    | 13.*     | 295,0    | 14.      |
| Nil Kyaw Yin  | 67,5 kg     | 87,5     | 21.*     | 97,5     | 12.***   | 125,0    | 10.**    | 310,0    | 14.      |

* - egy másik versenyzővel azonos eredményt ért el

** - két másik versenyzővel azonos eredményt ért el

*** - három másik versenyzővel azonos eredményt ért el

**** - négy másik versenyzővel azonos eredményt ért el